# Стефан Ольшовський
Стефан Міхал Ольшовський (пол. Stefan Michał Olszowski; 28 серпня 1931, Торунь) — польський комуністичний політик, член Політбюро та секретар ЦК ПОРП, двічі міністр закордонних справ ПНР. Один із головних лідерів ортодоксально-комуністичного крила ПОРП, ідеолог і стратег «партійного бетону». Активний противник Солідарності грав помітну роль при режимі воєнного стану. З 1986 року одружений з американкою. Припинив участь у політиці, емігрував до США.

## Сталіністка кар'єра
Народився у сім'ї шкільних вчителів. Закінчив філологічний факультет Лодзинського університету. У 1952 році вступив в урядущу компартію ПОРП. Зробив апаратну кар'єру у Спілці польської молоді (аналог комсомолу). Представляв студентську асоціацію ПНР у Міжнародному союзі студентів. У 1956—1960 роках — голова студентської асоціації.
У 1960—1963 роках — секретар Познанського воєводського комітету ПОРП. У 1963 році очолив пресслужбу ЦК ПОРП. На цій посаді взаємодіяв з лідером сталінського й антисемітського крила польських комуністів Мечиславом Мочаром, належав до групи його прихильників. У червні 1964 році кооптований у ЦК. З листопада 1968 року — секретар ЦК ПОРП. Опікувався ідеологією та пропагандою, вирізнявся ортодоксальними позиціями на кшталт «партизанської фракції» Мочара. Був депутатом сейму ПНР кількох скликань у 1960—1970-х роках.
Стефан Ольшовський був одним з організаторів антисемітської кампанії Владислава Гомулки у 1968 році, проводив кадрове чищення ЗМІ, численні звільнення журналістів єврейської національності. Згодом, вже в еміграції, Ольшовський виправдовував свої дії неможливістю протистояти Гомулці та Мочару та покладав відповідальність за антисемітизм політики ПОРП на органи держбезпеки.

## Член партійної верхівки
У грудні 1970 року Стефан Ольшовський був кооптований у Політбюро ЦК та таким чином став членом вищого партійного керівництва. Опікувався ідеологією, ЗМІ, освітою. Прихід Ольшовського до Політбюро хронологічно збігся з грудневими подіями — військовим придушенням робочих протестів на Балтійському узбережжі.
Усунення Гомулки від влади не вплинуло на апаратні позиції Ольшовського. За Едварда Герека Ольшовський залишався членом Політбюро. Він був виведений з Секретаріату ЦК, але у 1971—1976 роках обіймав посаду міністра закордонних справ ПНР. На чолі польської дипломатії Ольшовський суворо дотримувався річища зовнішньої політики СРСР. Однак у 1973 році він відвідав з офіційним візитом Ватикан, ставши першим державним діячем ПНР, який увійшов у контакт зі Святим Престолом. Ольшовський приділяв також велику увагу відносинам з НДР та ФРН — забезпеченню непорушності кордону по Одеру — Нейсі, налагодженню економічних зв'язків на користь ПНР. Домагався від соціал-ліберального уряду Брандта — Шеєля грошових компенсацій полякам за переслідування за часів німецької окупації. У грудні 1976 року Стефан Ольшовський залишив міністерську посаду, але знову став секретарем ЦК.
Ортодоксальний комуніст Ольшовський не приховував невдоволення надмірним «лібералізмом» Герека. Дозволяв собі негативні оцінки політики першого секретаря ЦК навіть у контактах із представниками КПРС. Ольшовський вважався залаштунковим натхненником антигереківського «Листа 2000» у 1977 році, гучного виступу Тадеуша Грабського з критикою першого секретаря на пленумі ЦК ПОРП у 1978 році, ортодоксально ідеологізованого «Листа 44-х». Все це призвело до серйозного конфлікту з Гереком. У лютому 1980 року Ольшовський був понижений на посаді та відправлений послом до НДР. Набагато жорсткіший комуністичний режим СЄПН цілком відповідав уявленням посла ПНР про оптимальну політику.

## Ідеолог жорсткого курсу

### Противник «Солідарності»
У серпні 1980 року Польщу охопило небувалий масовий страйковий рух. Стефан Ольшовський терміново повернувся до ПНР і знову був введений у Політбюро та Секретаріат ЦК ПОРП. Отримав від Едварда Герека пропозицію очолити Раду міністрів, але відмовився через нестабільність становища. Сприяв усуненню Герека та заміну його Станіславом Каня на пленумі ЦК 6 вересня 1980 року. Керував партійним ідеологічним і пропагандистським апаратом. Сприймався у суспільстві як один із вищих партійно-державних керівників, згадувався поряд з Каня та Войцехом Ярузельським. Московським покровителем Ольшовського вважався міністр закордонних справ СРСР Андрій Громико.
Ольшовський наполягав на силовому придушенні Солідарності, зараховувався до сталінського «партійного бетону» та «банди чотирьох» — групи особливо агресивних ортодоксів, поряд з Тадеушем, Анджеєм Жабинським і Здзіславом Куровським. Якщо Грабський сприймався у суспільстві як політичний лідер і головне публічне обличчя «бетону», то Ольшовський як ідеолог і залаштунковий стратег.

У 1981 році Ольшовський відвідував Москву, де з розумінням вислуховував негативні оцінки та вимоги взяти ситуацію під контроль. Після Бидгощської кризи та загальнонаціонального страйку березня 1981 року Ольшовський запропонував запровадити спільне військово-міліцейське патрулювання польських міст — що означало залучення армії до придушення опозиції. Захищав ортодоксально-сталіністські та націонал-комуністичні організації «бетону» — KFP, RSK, KZMP, Варшава 80, об'єднання «Грюнвальд» і стрижнева структура партійного догматизму Асоціації «Реальність». Багато років Ольшовський підтримав особисті дружні стосунки з засновником «Реальності» Ришардом Гонтажем, «сірим кардиналом „бетону“».
Партійний куратор держбезпеки Мирослав Мілевський і секретар з ідеології Стефан Ольшовський вимагали запровадити воєнний стан вже 8 листопада 1980-го. Їх підтримував куратор регіональних парткомів Тадеуш Грабський — улюбленець Брежнєва й Андропова. Йому підспівував завідувач партконтролю Владислав Кручек.
Водночас Ольшовський, на відміну від Грабського, проявив здатність до політичного маневрування. На червневому пленумі ЦК ПОРП він утримався від підтримки Грабського у його атаці на першого секретаря Каня. Це дозволило йому зберегти місце у партійному керівництві на IX з'їзді ПОРП у липні 1981 року (тоді як Грабський, Жабиньський та Куровський були виведені з ЦК). Цікаво, що Юрій Андропов конфіденційно висловлював побоювання, чи не має Ольшовський прихованих прозахідних симпатій (у 1981 році така думка здавалася незгідною, але через п'ять років підтвердилася цілком). За всієї жорсткості своєї позиції, у вересні 1981 року Ольшовський виступив по телебаченню з закликом створити «єдиний фронт патріотичних сил», який включав «Солідарність». Однак мова при цьому йшла не про співпрацю з опозицією, а про «припинення війни проти влади, об'єднання сил соціалістичного ладу».
На жовтневому пленумі 18 жовтня 1981 року Стефан Ольшовський повністю підтримав відставку Каня та затвердження на посаді першого секретаря ЦК генерала Войцеха Ярузельського. «Партійний бетон» зробив ставку на встановлення військової диктатури.

### Провідник догматизму
Стефан Ольшовський був одним з авторів рішення про введення воєнного стану 13 грудня 1981 року. Він не перебував у Військовій раді національного порятунку, але залишався членом Політбюро та секретарем ЦК, знову очолив МЗС ПНР, а головне — зараховувався до вузького кола вищого керівництва, яке неофіційно називалося «Директорією». Був також одним з керівників Товариства польсько-радянської дружби. Залишався ортодоксально-комуністичним провідником жорсткого курсу і після скасування воєнного стану.
У 1983 році Ольшовський організував у державних ЗМІ нападки на Папу Римського Івана Павла II, який відвідав Польщу (приїзд Папи призвів до масових демонстрацій об'єктивно антикомуністичного й антиурядового характеру). При цьому через два роки Ольшовський як міністр відвідав Ватикан і провів церемоніальну зустріч з Іваном Павлом II.

У партійно-державному керівництві Ольшовський, поряд з Мілевським, Кочелеком і Сиваком, дотримувався найбільш догматичних позицій, домагався переслідувань опозиції та костелу, заперечував проти послаблень щодо приватного сектору. Фігура Ольшовського використовувалася генералом Ярузельським для підтримки своєрідного балансу сил, власного позиціювання як «помірного» лідера та відповідних «натяків» на адресу опозиції:
Намагаючись отримати підтримку, Ярузельський підморгує, вказуючи на Мілевського чи Ольшовського («вони б вам показали!»).
До середини 1980-х років догматизм Ольшовського мав розбіжність з курсом Ярузельського. У партійно-державному керівництві домінувала «центристська» група на чолі з генералом Ярузельським, генералом Кіщаком, Казімежем Барциковським, Мечиславом Раковським. Позиції «бетону», уособлюваного насамперед Ольшовським і Мілевським, помітно ослабли. Рубіжною подією стало вбивство Єжи Попелушка. Цей злочин став Ярузельському приводом для остаточного усунення апаратних конкурентів-ортодоксів.

## Відставка
У 1985 році Стефан Ольшовський розлучився з дружиною заради шлюбу з американською журналісткою польського походження Софі Скоурон. Ярузельський використав це для усунення Ольшовського, який не вписувався у заплановані політичні маневри. У листопаді 1985 року Ольшовський «з особистих причин» був виведений зі складу Політбюро, на X з'їзді у червні-липні 1986 року не був обраний у ЦК. Останньою дією Ольшовського як глави МЗС ПНР стало працевлаштування нової дружини в апарат ЮНЕСКО.
Зміни, що явно насувалися у Польщі, ворожість вищого керівництва, втрата радянського заступництва після заміни глави МЗС СРСР Андрія Громика на Едуарда Шеварднадзе спонукали Ольшовського до нестандартного рішення. Він постарався надати своїй відставці епатажну форму: афішував зв'язок з американкою ще до формального розлучення з першою дружиною, провокував відповідні інстанції до оргвисновків. Коли Ольшовський виявив намір емігрувати, міністр внутрішніх справ генерал Кищак розпорядився негайно завізувати всі формальності, не вимагаючи повного дотримання процедури — аби скоріше розв'язали питання, уникнути публічного скандалу.
У 1986 році Стефан Ольшовський залишив Польщу та відбув на постійне проживання у США. Такий крок «бетонного» лідера, який вирізнявся особливою ідеологічною ортодоксією, справив у ПОРП і КПРС разюче враження. Партійні керівники були навіть ображені демонстративно зневажливою поведінкою нещодавнього члена Політбюро.

## В еміграції
Стефан Ольшовський з другою дружиною та сином проживає у Нью-Йорку. Він намагався займатися автодилерським бізнесом, але швидко залишив це, зосередившись на домогосподарстві та сім'ї. Спочатку уникав публічності, але поступово почав спілкуватися з пресою. У 2008 році польські журналісти Анджей Мрозинський і Богдан Рупинський видали книгу «How are you doing, Mr. Olszowski», яка містить автобіографічну розповідь Ольшовського.
Він був визначним польським політиком прорадянської жорсткої лінії, який допоміг придушити рух «Солідарність». Сьогодні Стефан Ольшовський живе у Риго-Парку, Квінс. У серпні 1986 року пан Ольшовський приїхав до США, ідеологію яких він колись палко зневажав. Він зробив це заради кохання.
Стефан Ольшовський міг би вважатися знаковим представником консервативно-сталінської бюрократії, типовим «паном Шматяком» (збірний образ номенклатурного функціонера ПОРП). Однак його розрив з режимом, скоєний з особистих причин — Ольшовський надав перевагу еміграції звичайній «пенсійній опалі» — побічно свідчить, що у важливих рішеннях він керувався не лише ідеологічними та партійно-кар'єрними міркуваннями.

## У сучасному кіно
Стефан Ольшовський фігурує як персонаж у фільмі «Чорний четвер» (пол. Czarny czwartek) (роль виконав Славомир Ожеховський).